# Шатругхна
Шатру́гхна (санскр. शत्रुघ्न, IAST: Śatrughna) — младший брат Рамы и брат-близнец Лакшманы в индуистском эпосе «Рамаяна». Шатругхна был сыном царя Айодхьи Дашаратхи и его третьей жены Сумитры. Шатругхна не смог принять участие в походе на Ланку потому, что Рама велел ему охранять матерей и заботиться о них.

## Стрела Шатругхны, победившая трезубец Лаваны
У мачехи Вибхишаны и демона Мадху родился сын Лавана. Он занимался суровым аскетизмом, и бог Шива заметил это и вручил ему трезубец огромной силы. Но Лавана не смог пользоваться трезубцем правильно и, возгордившись, держал в страхе богов, людей, демонов и змей, похваляясь своим могуществом перед всем миром.
Рама, узнав это от Вибхишаны, послал в поход Шатругхну, вооружив его сильным оружием. И армия Рамы во главе с Шатругхной сразилась с армией Лаваны и одержала победу. Сын Шатругхны Субаху одержал верх над сыновьями Лаваны. А Шатругхна одолел Лавану мантрованной стрелой, и боги излили благодарность на Шатругхну.